# Rudolf Voltolini

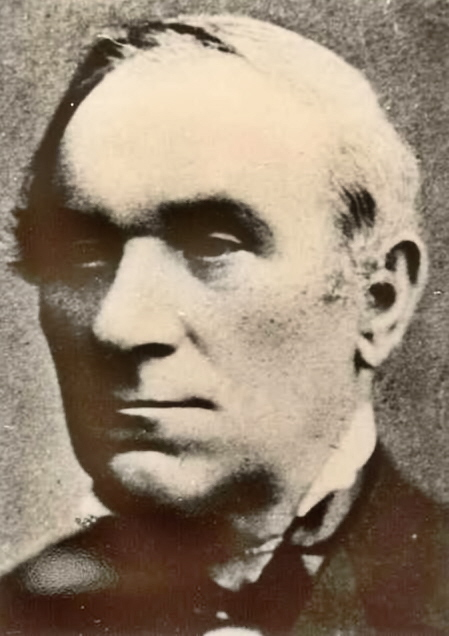
Rudolf Voltolini

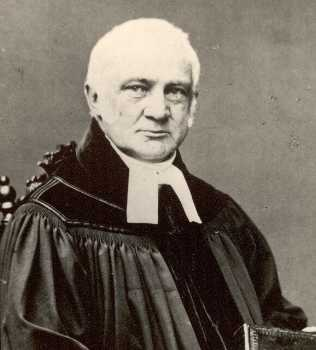
Johann Georg Wermelskirch (1803–1872), Schwiegervater von Voltolini

Friedrich Eduard Rudolf Voltolini (* 17. Juni 1819 in Elsterwerda; † 10. September 1889 in Breslau) war ein deutscher Mediziner und HNO-Arzt. Voltolini hat sich besonders um die Anwendung der Galvanokaustik bei Kehlkopf- und Nasenkrankheiten Verdienste erworben.

## Leben
Voltolini studierte seit 1838 in Breslau und Berlin. Später  praktizierte er ab 1842 in Berlin, Groß-Strehlitz und ab 1846 in Lauenburg. 1852 wurde er Kreisphysikus zu Falkenberg in Oberschlesien und ging 1860 nach Breslau, wo er  sich 1862 als Privatdozent für Ohrenheilkunde und Kehlkopfkrankheiten habilitierte. Er führte 1867 die Galvanokaustik in die Laryngologie ein. Im Jahr 1868 wurde er außerordentlicher Professor für Ohren und Kehlkopfleiden.
Er war Deputierter der Synode der Evangelisch-Lutherischen Kirche in Preußen.
Voltolini war verheiratet mit Louise Isabelle Wermelskirch (* 10. Mai 1831) und hatte eine Tochter.

## Schriften (Auswahl)
- Die Rhinoskopie und Pharyngoskopie. 2. Auflage. Breslau 1879.
- Anwendung der Galvanokaustik im Innern des Kehlkopfs und Schlundkopfs. 2. Auflage. Wien 1872.
- Nasenpolypen und deren Operation. Wien 1880.
- Die Krankheiten der Nase und des Nasenrachenraums. Breslau 1888.